# Viguiera anchusaefolia
Viguiera anchusaefolia là một loài thực vật có hoa trong họ Cúc. Loài này được (DC.) Baker miêu tả khoa học đầu tiên năm 1884.